# Thomas Pasatieri
 (juillet 2025).
Si vous disposez d'ouvrages ou d'articles de référence ou si vous connaissez des sites web de qualité traitant du thème abordé ici, merci de compléter l'article en donnant les références utiles à sa vérifiabilité et en les liant à la section « Notes et références ».
Thomas Pasatieri (né le 20 octobre 1945 à New York) est un compositeur d'opéra américain.

## Biographie
Thomas Pasatieri naît en 1945. Après avoir étudié avec Nadia Boulanger, il apprend la composition a la Julliard School puis au Cincinnati College-Conservatory of Music. À partir de 1980 il devient directeur artistique de l'Atlanta Opera. Il compose 22 opéras, le plus célèbre étant The Seagull en 1972.